# Školství v České Lípě
Školství v České Lípě bylo a je součástí společenského, kulturního života města. Zatímco škola při farním kostele zde fungovala ve 14. století, skutečný rozvoj vzdělanosti pak zajistil Albrecht z Valdštejna v 17. století založením školy při augustiniánském klášteře. Další i střední školy byly zakládány od 19. století. Vysoké školy zde nevznikly vůbec z důvodu malého počtu obyvatel. Dnes je v České Lípě přibližně 40 škol různých typů, od mateřských a základních, přes speciálních, až po střední. Jejich struktura se často mění.

## Historie

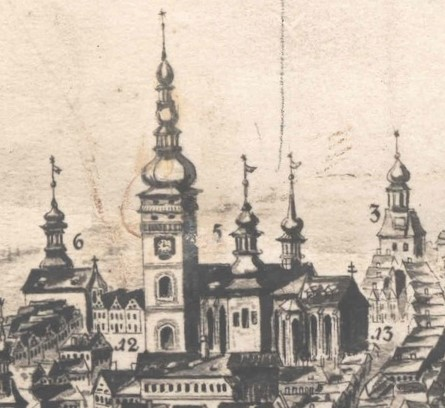
Kostel sv. Petra a Pavla, kde bývala farní škola. Kostel zanikl po požáru v roce 1820.

Nepříliš průkazná je zmínka o požáru místní školy roku 1244, věrohodněji je prokázána existence farní školy při již neexistujícím kostele sv. Petra a Pavla roku 1391. Tato škola pro malé děti stála pravděpodobně na dnešním Škroupově náměstí. Další zmínky o její existenci jsou z let 1406 a 1424. Dále pak zápisy zmiňují zánik zdejší obecní školy roku 1515 při velkém požáru města. Další ničivé požáry zažilo město v letech 1787 a 1820, i při nich budovy škol lehly popelem.

### Klášterní škola

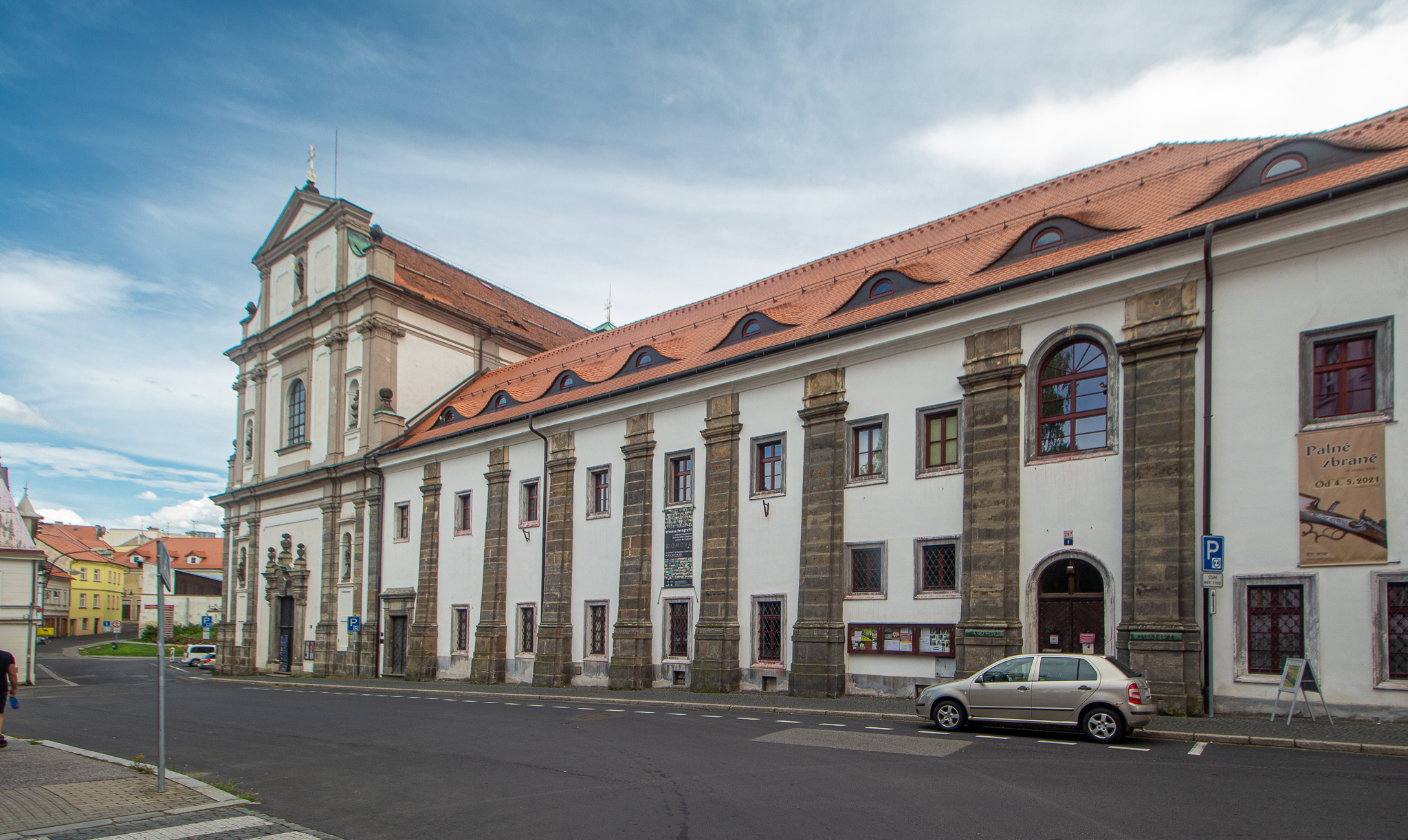
Někdejší školní budova byla součást kláštera

Předělem ve vzestupu školního vzdělání bylo rozhodnutí Albrechta z Valdštejna v roce 1624 založit ve městě klášter, jehož součástí měla být latinská škola a seminář. Zakládací listina je datována 12. března 1627. Prvním prefektem byl Pavel Konopeus (P. Paulus Conopaeus) z Nizozemska. Cílem Albrechta bylo získat obyvatele města, dosud spíše protestantského vyznání, pro katolickou církev. Měšťanům nekompromisně přikázal, aby přestali posílat své děti do škol v jiných městech. Klášterní latinská škola byla roku 1713 rozšířena na šestitřídní. Díky reformám císařovny Marie Terezie bylo církevní gymnázium augustiniánů roku 1783 zredukováno na soukromou školu s omezeným počtem vyučujících, bez latinské školy. Škola zde byla obnovena roku 1806 jako klasické pětitřídní gymnázium, které bylo postupně rozšiřováno, roku 1819 na 6.tříd, 1848 na 7.tříd, v roce 1849 povýšeno na vyšší úplné s osmi třídami, 150 žáky. Škola v klášterních prostorách fungovala do roku 1882, tedy 255 let.

### Další středověké školy
V roce 1588 existovaly ve městě škola latinská, městská a augustiniánské gymnázium. Krátce v letech 1633 až 1636 v České Lípě působil i alumnát, což byl ústav pro výchovu kněžského dorostu. Náklady na něj uhradil Valdštejn. Ubytování i stravování jeho 12 žákům zajistila městská škola. Alumnát i s dr. Peichelem se v březnu 1636 přestěhoval do Prahy.

### Rozvoj školství v 19. století
Po roce 1820, kdy město z velké části opět lehlo popelem, díky toleranci i aktivní činnosti děkana Antona Krombholze došlo k rozvoji celého systému škol, přístupných dětem z rodin různých náboženství a majetkových poměrů. Společně s vedením města vznikla roku 1824 večerní a nedělní škola, roku 1828 městská hudební škola a roku 1837 městský školkový útulek. O rok později byla založena živnostenská škola a roku 1850 škola zemědělská. Dne 1. srpna 1861 byla založena díky Franzovi Baumartelsenovi první mateřská školka.
Protože vedení města chtělo čelit odlivu mladých lidí ze zdejšího pohraničí, rozhodlo o vybudování několika středních a odborných škol. Některé zde již zakládali podnikatelé, např. v roce 1868 byla otevřena soukromá obchodní škola Ignátem Petzeltem, ve které učil budoucí ředitele firem. První státní škola – reálka - byla postavena naproti klášteru v roce 1869, protože tamní gymnázium již přestalo dostačovat. Škol pak začalo přibývat. V roce 1874 vznikla v budově měšťanky v Ferdinandově ulici živnostenská škola pokračovací, žáci se zde učili odpoledne. Ve stejné budově, opět v odpoledních hodinách zde byla roku 1880 založena obchodní pokračovací škola s dvouletým studiem určená pro učně, o 12 let později byla změněna na pokračovací školu pro obchodníky a ta fungovala až do roku 1939. Roku 1879 byla otevřena střední zemědělská škola. Roku 1881 bylo gymnázium zestátněno. V letech 1882-1893 byla na dnešním Palackého náměstí postavena budova nového c.k. státního gymnázia. Jen dva roky (1895-1897) existovala v budově reálky obchodní škola založená městem, které ředitel soukromé školy Petzelt nepřál a proto zanikla.

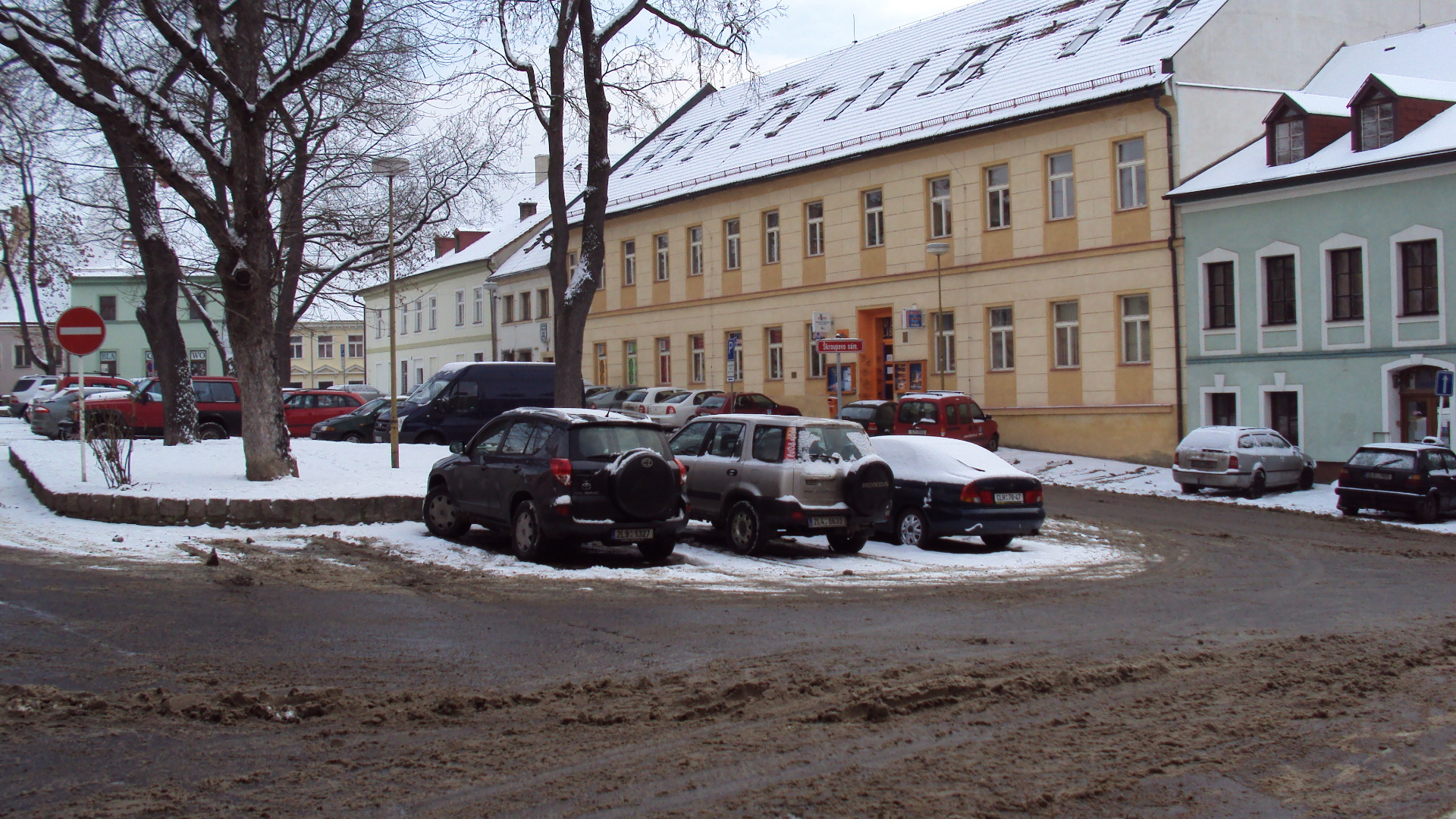
Dnešní Dům dětí Libertin byl školou

V roce 1894 byla postavena pod Špičákem nová budova zemědělské (rolnické) školy.
Na Škroupově náměstí, v budově dnešního dětského domu Libertin, fungovala od roku 1890 hlavní obecná a měšťanská škola. Brzy přestala dostačovat nárůstu obyvatel a město nechalo pro školu upravit budovu věznice v Ferdinandově, dnes Moskevské ulici. Byla pak několik let pobočkou školy hlavní.
V roce 1895 byla založena v Havlíčkově ulici (tehdy Parkstraße) dívčí měšťanská škola. Dnes je zde Střední průmyslová škola. O pět let později v jejím sousedství vznikla měšťanka chlapecká.
V roce 1896 bylo započato se stavbou reálky na vyhořelých základech domů proti klášteru (dnešní Obchodní akademie).
Ve všech školách města byla hlavním vyučovacím jazykem němčina.

### Vývoj v letech 1900 - 1945

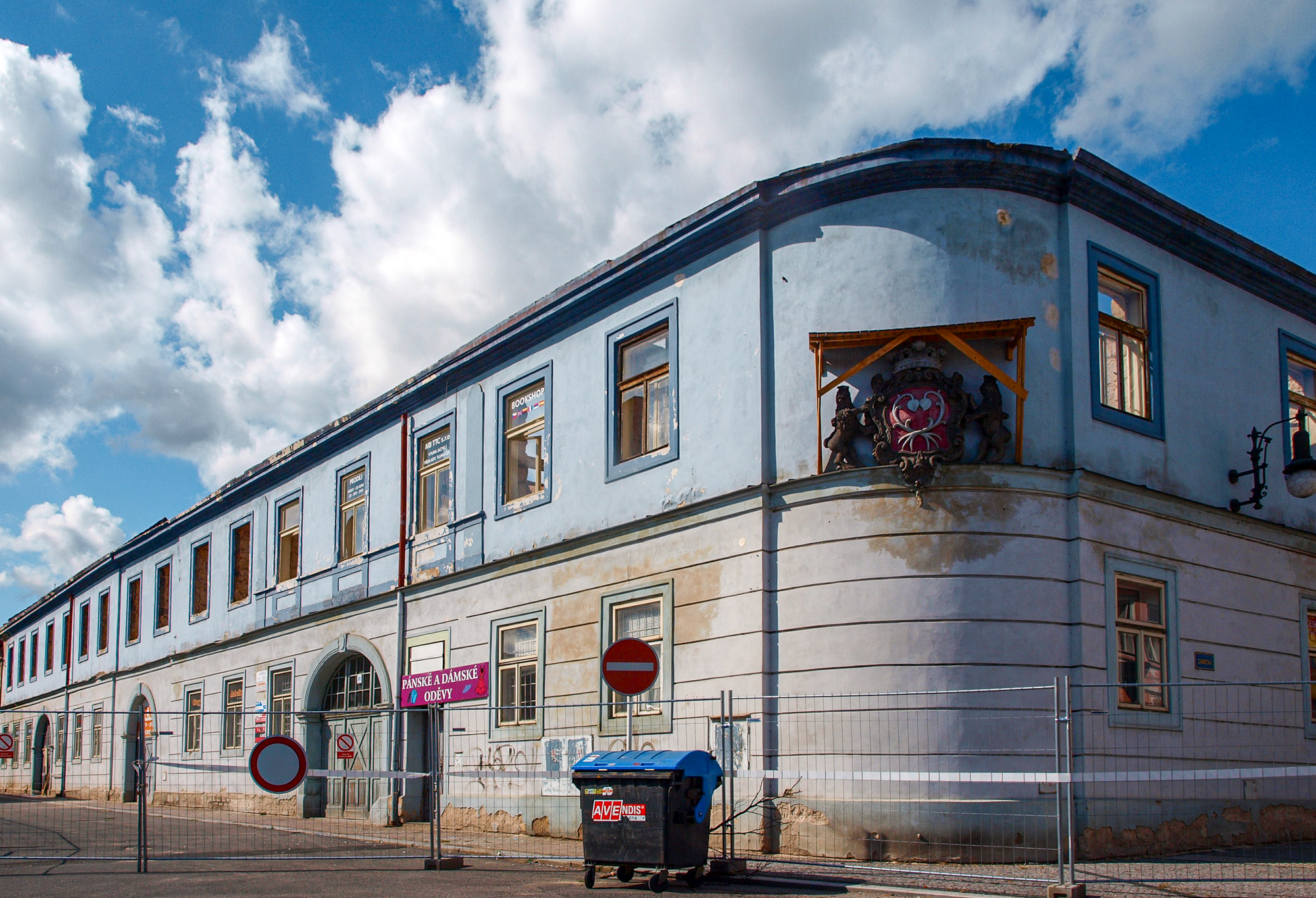
V Kounicově domě bylo české gymnázium, pak základní škola

Nárůst obyvatelstva, tedy i školáků neustával. Roku 1901 tedy vzniká další škola v Jahnově ulici (dnešní ZŠ Pátova).
První polovina 20. století byla ovlivněna spory mezi početně převažující německou a zde menšinovou částí obyvatel hovořící česky. Tyto spory po vzniku Československé republiky se odrážely i v oblasti školství. Školy se začaly rozlišovat na české a německé. Roku 1919 byla v budově německé obecní školy (v dnešní Moskevské ulici) zřízena česká obecná škola, později změněna na měšťanskou školu. O rok později ve stejné budově začalo svou činnost české reálné reformované gymnázium, které od 1. září 1920 dostalo starou budovu tzv. Kounicův dům. České gymnázium bylo uzavřeno roku 1938. V roce 1926 byl vytvořen českolipský školní (český) inspektorát, vedený Josefem Maštálkem. Toto instituce měla v péči desítky škol až po 40 km vzdálenou Bělou pod Bezdězem. Německé gymnázium ve městě setrvalo ještě pár let. Roku 1927 vznikla česká hudební a pěvecká škola v Křížové ulici č.p. 679 (dnes Obchodní akademie). Dne 28. října 1932 (v den Čs. státního svátku) byla dobudována budova českých národních škol (původně zde byla chlapecká a odděleně dívčí), která získala čestný název Tyršova škola. V Tyršově škole byl umístěn i zmiňovaný školní inspektorát a byly sem soustředěny ostatní české školy z města vč. školy hudební. Německé školy byly řízeny zdejšími německými školními orgány.

## Škola v Berkově ulici
Již zmiňovaný Kounicův dům sloužil po válce jako škola dál až do roku 1962, kde se zde zčásti propadl strop. V tomto roce se zde učily děti z 6 - 9.tříd Druhé osmileté školy. Škola byla zrušena, děti převedeny do ZDŠ Komenského (u muzea) a do ZDŠ Partyzánská na Svárově. Budova Kounicova domu dnes slouží malým obchodům.

## Židovské školy
V roce 1648 místní židovská obec zahájila vyučování dětí ve své budově synagogy. Učit se zde přestalo díky císařskému dekretu roku 1781, děti byly přepsány do německé školy. Výuka dětí z židovských rodin byla obnovena roku 1867, ukončily ji události druhé světové války. Synagoga byla nacisty roku 1938 vypálena.

## Po roce 1945 dodnes
- V letech 1946 až 1950 došlo k častému spojování škol, měnění názvů, přemísťování mezi budovami. V jedné budově byly načas i dvě různé školy. Některé školy se během několika let přejmenovaly i třikrát. K četným změnám v učitelském sboru vč. ředitelů škol došlo po únoru 1948. K 8. březnu 1948 byl zbaven funkce první českolipský školní inspektor Miroslav Franěk.[14]

- Nutno připomenout, že mnohé menší školy existovaly v okolních vesnicích, které byly postupně připojovány k České Lípě. Jejich malé školy byly postupně rušeny, žáci převáděni do města, stávajících i nově budovaných škol.

- Ve městě bylo v roce 2003 42 škol, z nichž 16 bylo mateřských. Oproti stavu z roku 1984 ubylo 9 mateřských školek.[15]
- Po téměř každoročních reorganizacích (slučování i rušení) zde působí následující školy:

### Základní školy v péči radnice
Jsou příspěvkovými organizacemi města Česká Lípa. U všech škol fungují dvě občanská sdružení: Školská rada a Rada rodičů, resp. Sdružení rodičů.

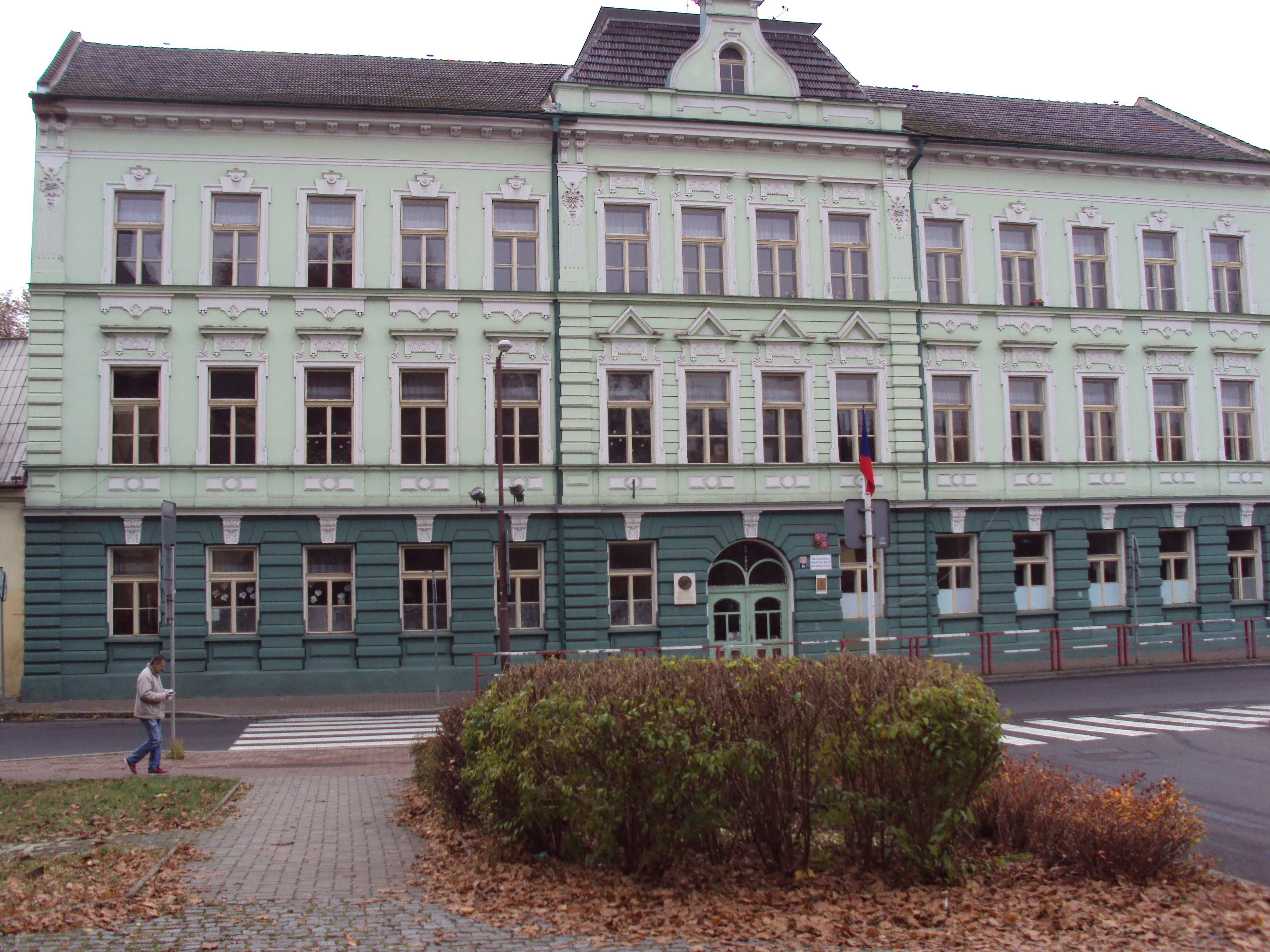
Škola v Moskevské ulici

#### Základní škola, Praktická škola a Mateřská škola
Adresa: Moskevská 679, v centru města
- Hlavní budova je v Moskevské ulici. Před 200 roky zde byla kartounka, kterou město roku 1850 přebudovalo na soudní budovu, kde byl přes rok vězněn i Jakub Arbes. Když byla postavena nová soudní budova, město starou budovu nechalo přestavět na školu. V roce 1901 zde byla otevřena Chlapecká škola obecná (národní). Roku 1919 zde byla první českolipská česká škola a zároveň zde působila škola odborná pokračovací (učňovské obory). Učňovská škola zde byla i v ročníku 1946/1947, od 12. ledna 1947 sem bylo přesunuto místo učňů pět tříd z přeplněné Tyršovy školy. V dalších letech, až do roku 1990 byla připojována jako první stupeň k jiným školám, od 1. září 1990 se osamostatnila a v roce 1994 užívala název ZŠ Jakuba Arbese. O šest let později byla zrušena a vznikla zde škola stávající.

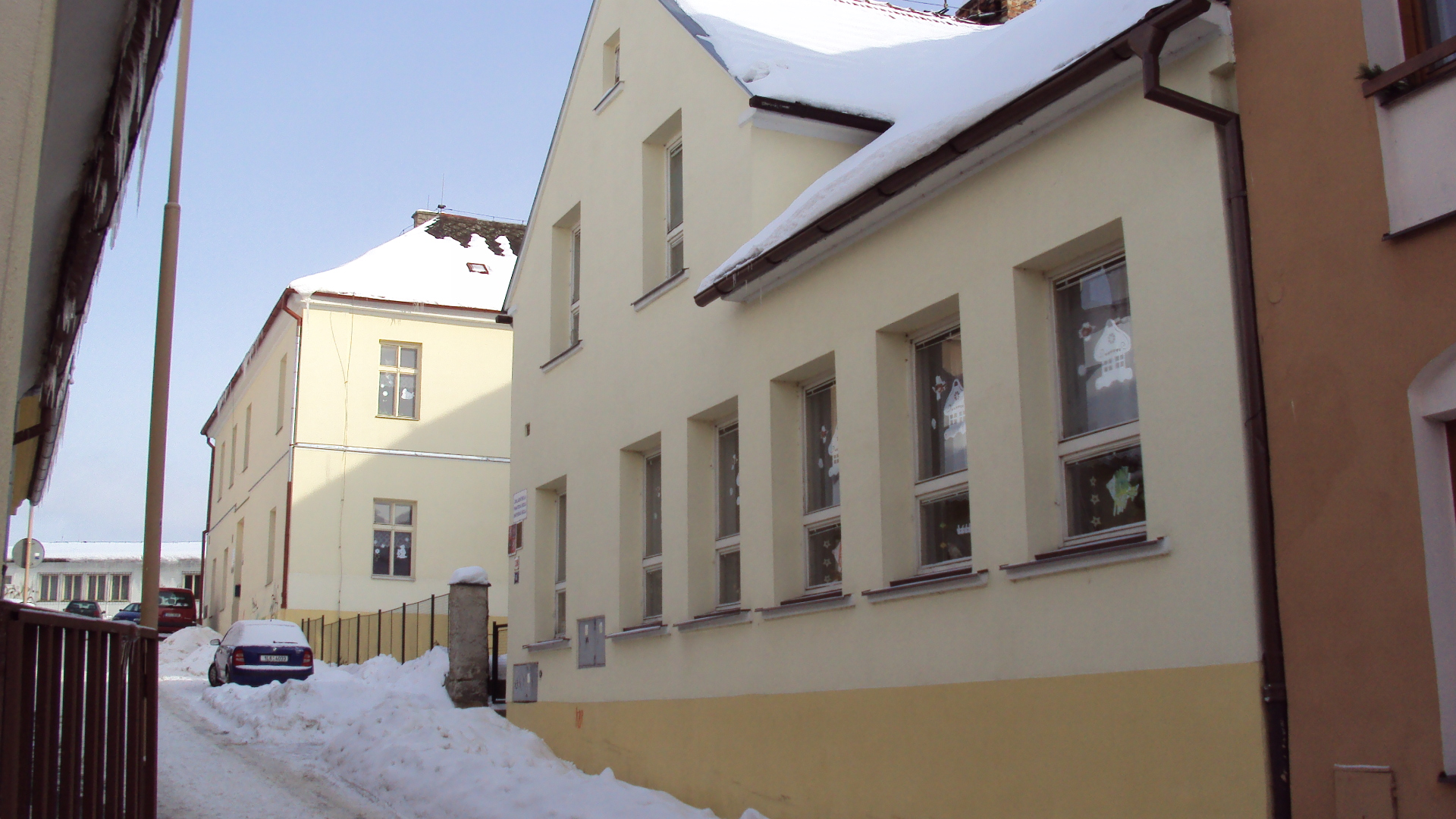
Škola v Nerudově ulici

- Škola je nyní zaměřená na vzdělávání mentálně i jinak postižených dětí. Mimo individuální výuky poskytuje rehabilitační péči, třídy jsou rozděleny podle stupně postižení dětí. V současné podobě zde vznikla z iniciativy Sdružení pro pomoc mentálně postižených v roce 1990 a dodnes je zde ředitelkou Mgr Jindřiška Pomikálková. Pod školu dnes patří několik budov v různých částech města (např. dva pavilóny v nedaleké Nerudově ulici 627 a 628, kdysi vězení a chudobinec), či ve čtvrti Pod Holým vrchem v Jižní ulici 1970, v jejímž sousedství (Jižní 1070) je i Domov pro tyto postižené. U některých budov je problém s bezbariérovým přístupem.[16] V Nerudově ulici byla od roku 1959 školní družina a jesle.

#### Základní škola a Mateřská škola Jižní

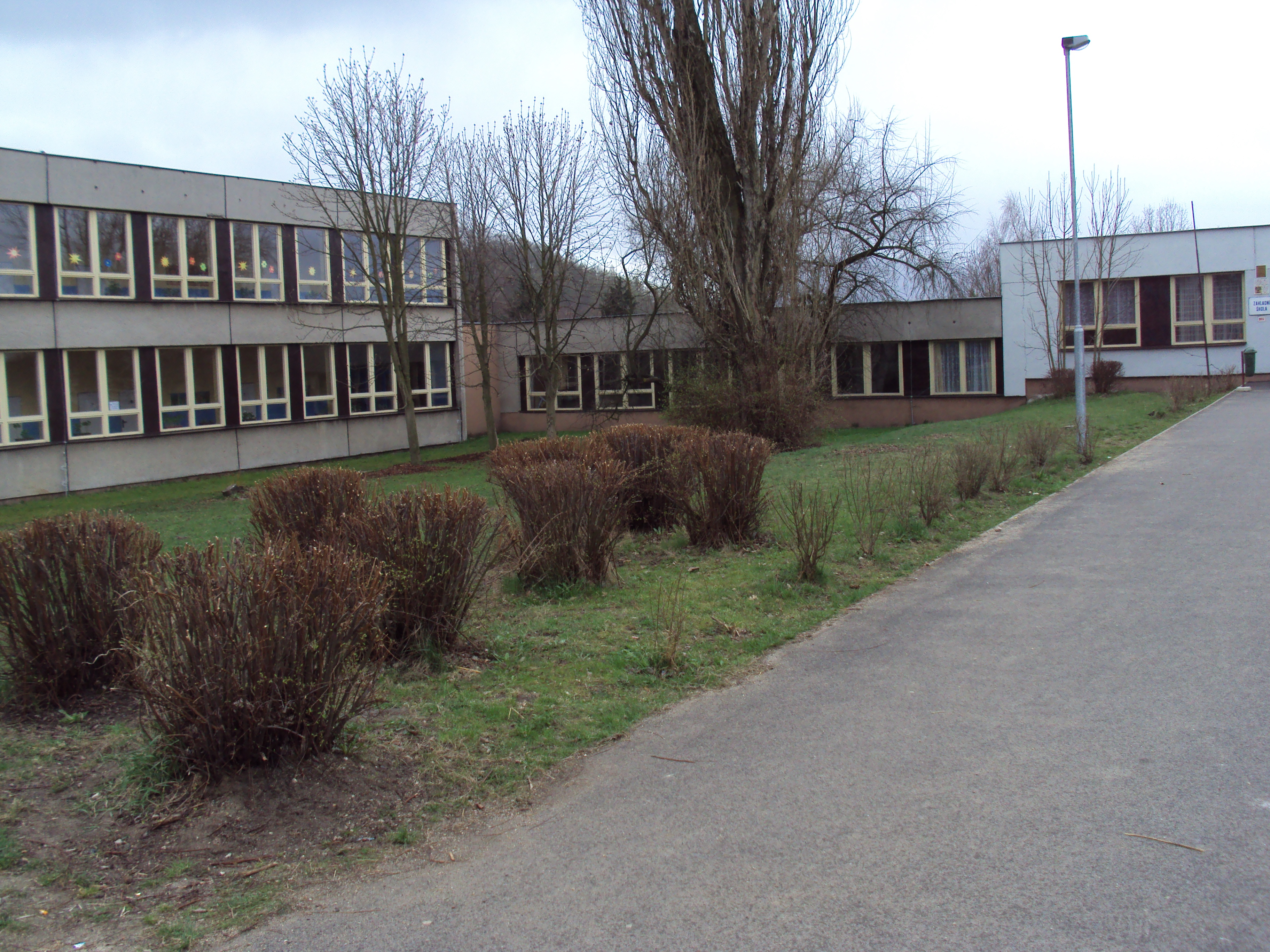
ZŠ Jižní 1903

Adresa: Jižní 1903, v části zvané Pod Holým vrchem
- Je zaměřena na sportovní, fotbalové třídy
- Součástí komplexu je školní družina, jídelna a mateřská školka
- Kapacita školy je 450 žáků
- Škola má svůj časopis Jižník
- V prosinci 2012 škola oslavila své 35 narozeniny.[17]

#### Základní škola 28. října 2733
Adresa: přezdívaná Špičák

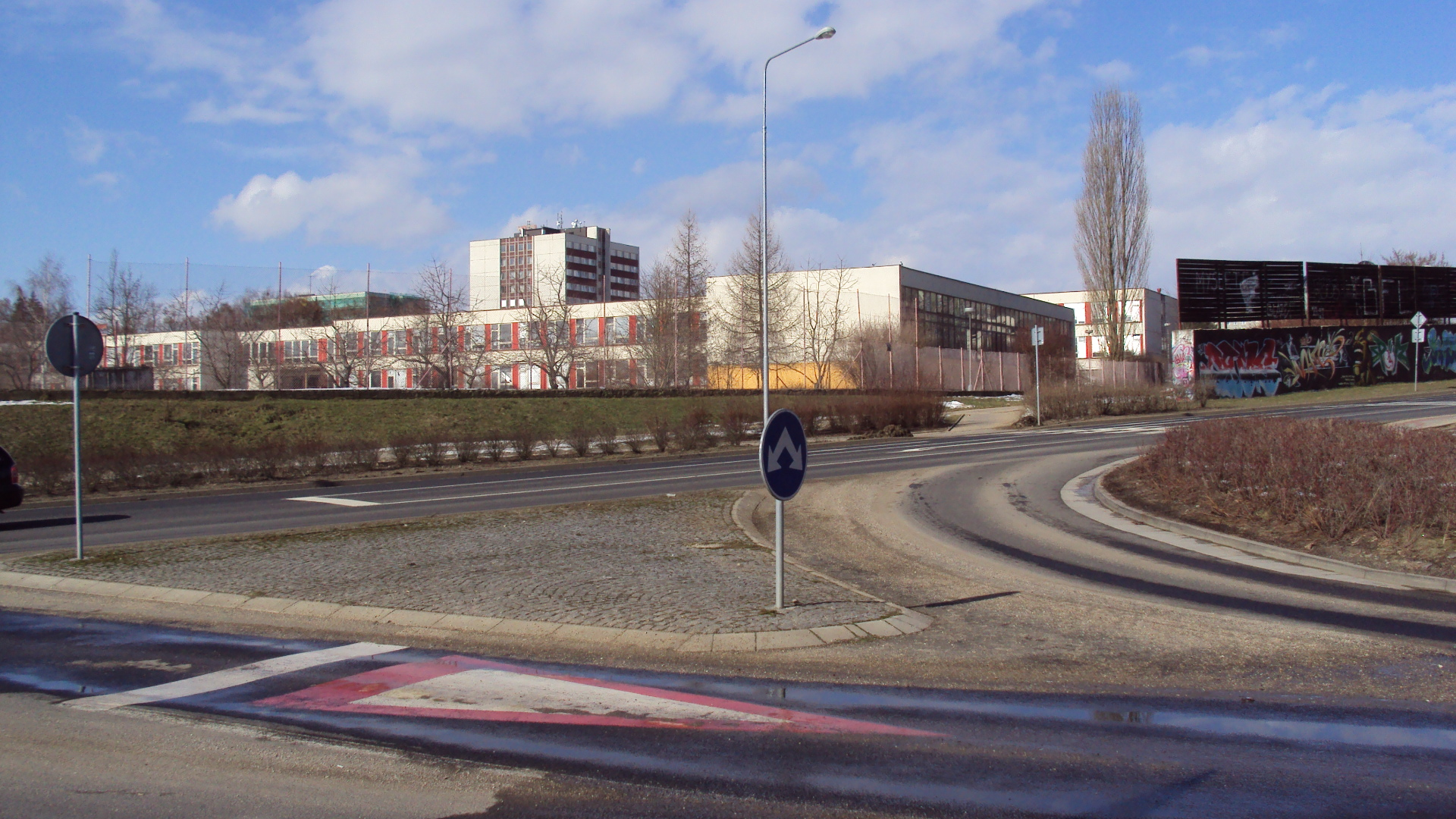
ZŠ Špičák zespodu

- První část rozsáhlého školního areálu byla zprovozněna v září 1985, zcela dostavěna bylo roku 1988. Pak v ní bylo 36 tříd a 1200 žáků[18].

- V 28 třídách se učí (údaje z 12. 9. 2009) 700 žáků díky 47 pedagogickým pracovníkům školy, družiny a klubu. Specializuje se na výuku informatiky a práce s počítači. Funguje zde školní družina i klub, řada zájmových kroužků. Ve škole jsou tři učebny SMART s interaktivní tabulí a školní počítačovou sítí. Jedná se o novější školu.
- V létě roku 2013 byly zahájeny práce na zateplení budov.[19]

#### Základní škola Slovanka
Adresa: Antonína Sovy 3056

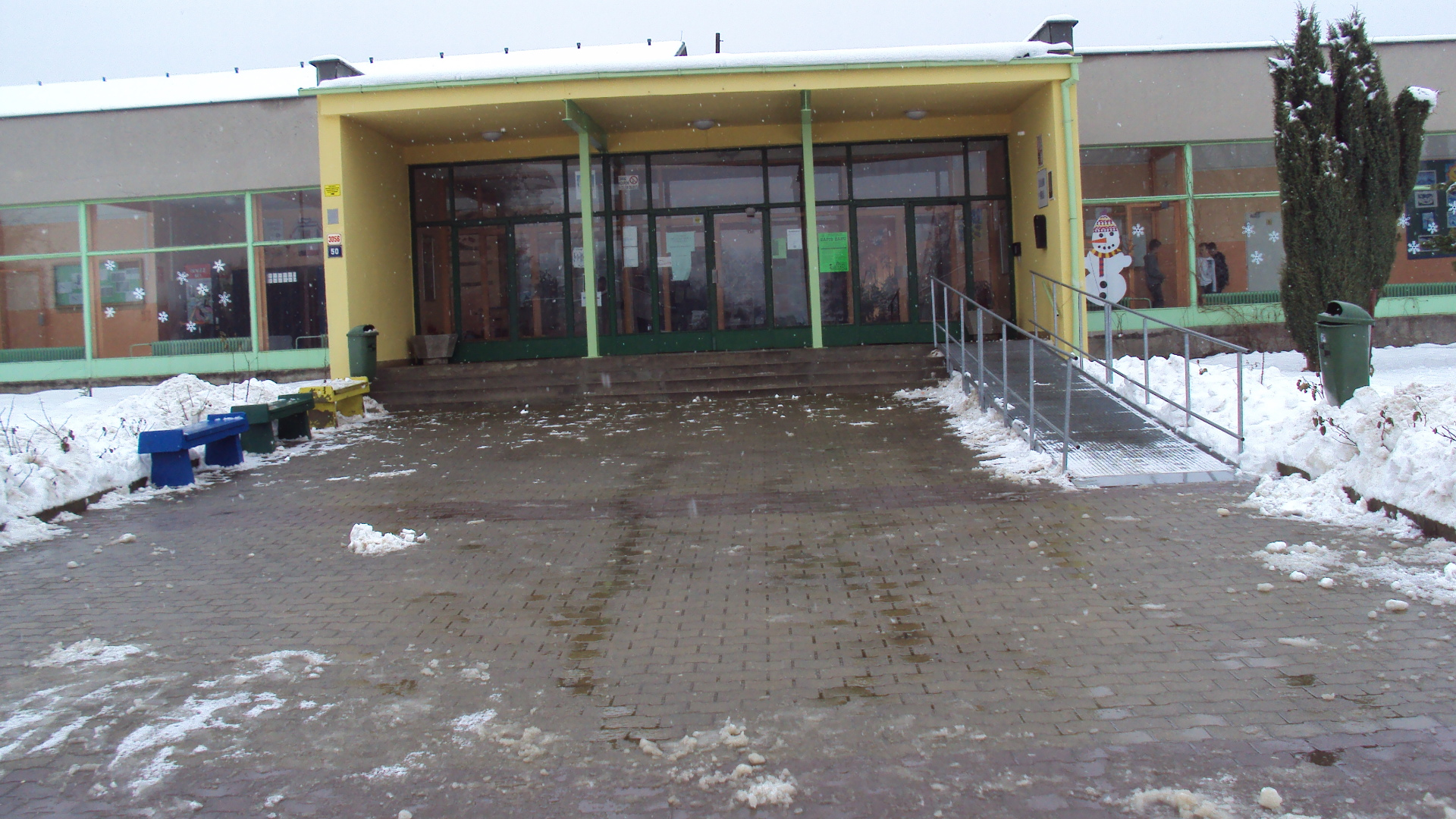
ZŠ Slovanka

- Celý areál tvoří 6 budov, sad, hřiště. Škola má speciální dyslektické třídy, poradenské centrum a rozšířenou výuku mediální tvorby. Žáky učí v 24 třídách 30 učitelů. Je zde školní klub, družina, jídelna a veřejně činný soubor Mažoretky ZŠ Slovanka.

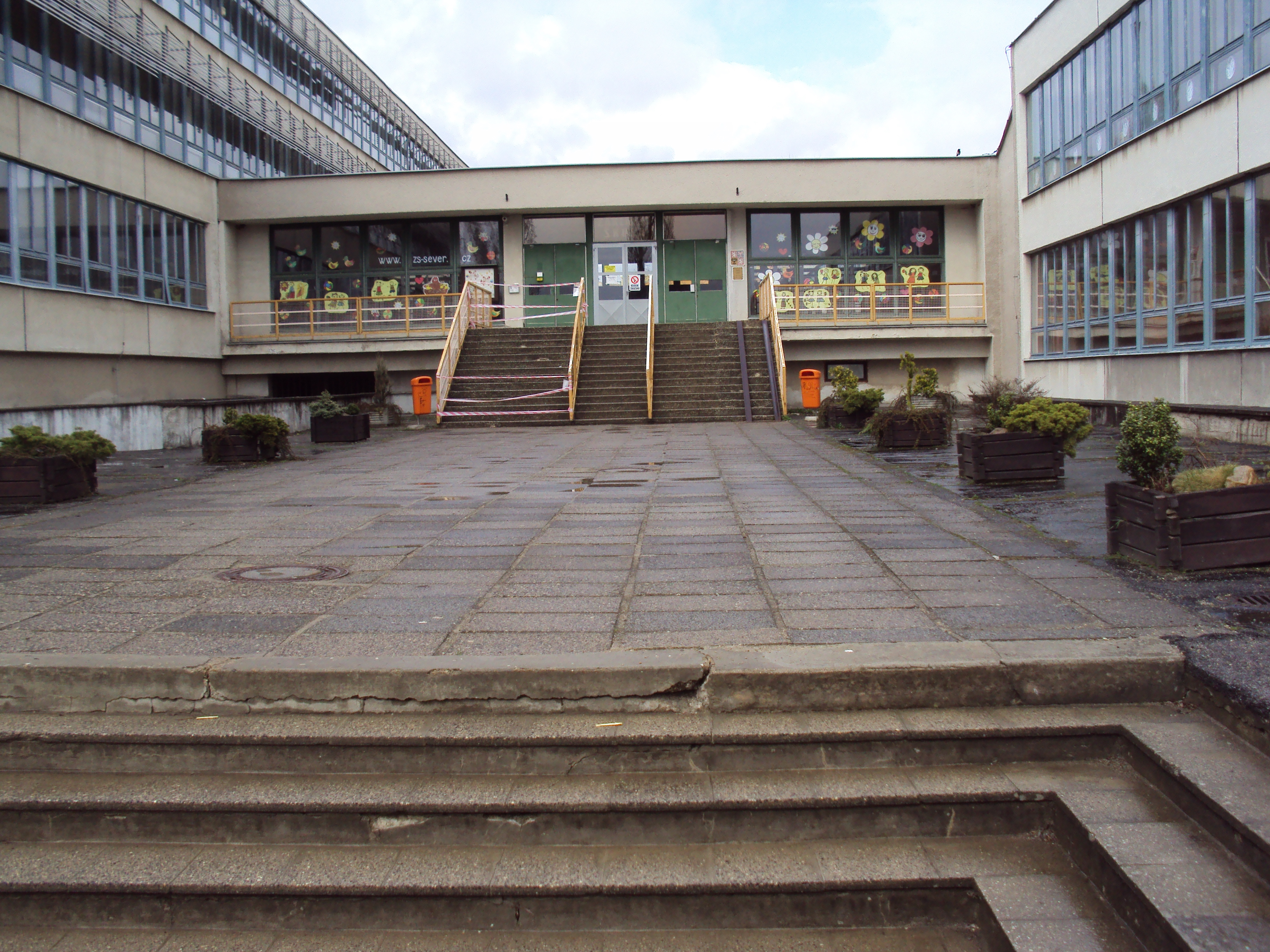
ZŠ Sever

#### Základní škola Sever
Adresa: Školní 2520, v severozápadní části města
- Ředitelem školy je Mgr Pavel Černý
- Je stavebně spojená s velkým plaveckým bazénem a také je na plavání zaměřena.
- Součástí školy je školní jídelna a družina.
- Učí se ve 12 třídách I. stupně, 6 třídách II. stupně
- Na škole působí zájmový taneční kroužek Country Road Archivováno 16. 4. 2021 na Wayback Machine., který byl založen v roce 1990. Zabývá se tradičními country tančí a line dance.

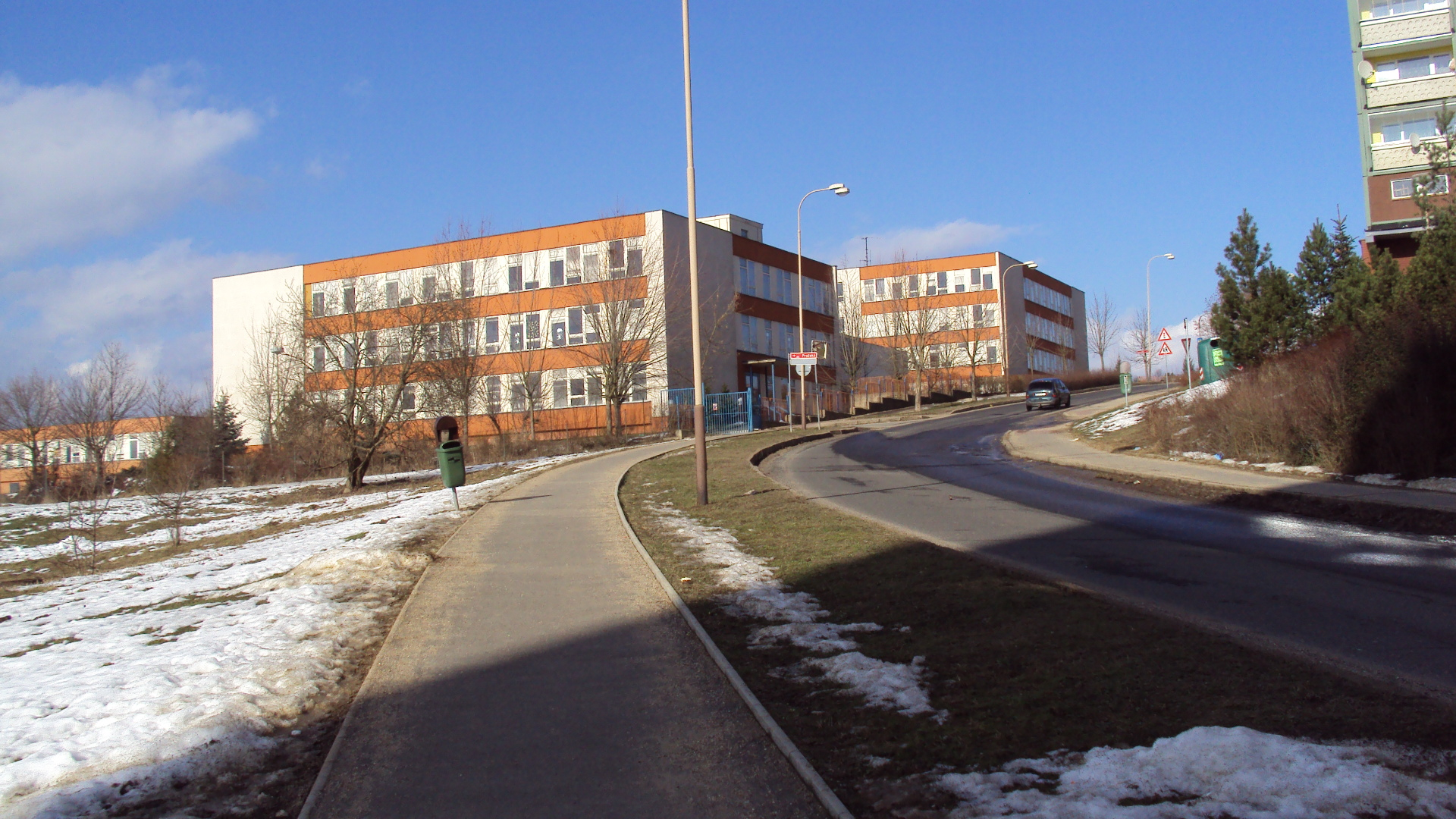
Základní škola Lada - Šluknovská

#### Základní škola Lada
Adresa: Šluknovská 2904
- Nová škola postavená roku 1990 na okraji sídliště Lada s 18 kmenovými třídami a odbornými učebnami na chemii, fyziku, přírodopis, výpočetní techniku a polytechnickou výchovu
- Interaktivní tabule a projektory najdeme téměř ve všech učebnách. V areálu jsou dvě moderně vybavené tělocvičny a venkovní sportovní areál na atletiku a míčové hry
- Od 1. ročníku vyučuje anglický jazyk, dále vyučuje ruský a německý jazyk. Škola poskytuje pestrou nabídku zájmových kroužků a celou řadu tradičních i netradičních akcí (lyžařské kurzy pro žáky 3.-9. ročníků, adaptační kurzy, aj.)
- Součástí školy je školní jídelna a čtyři oddělení školní družiny. Ve školní jídelně se může stravovat i veřejnost
- Jako jediná, z českolipských škol, je zcela bezbariérová
- Ředitelem školy je PhDr. Radek Častulík

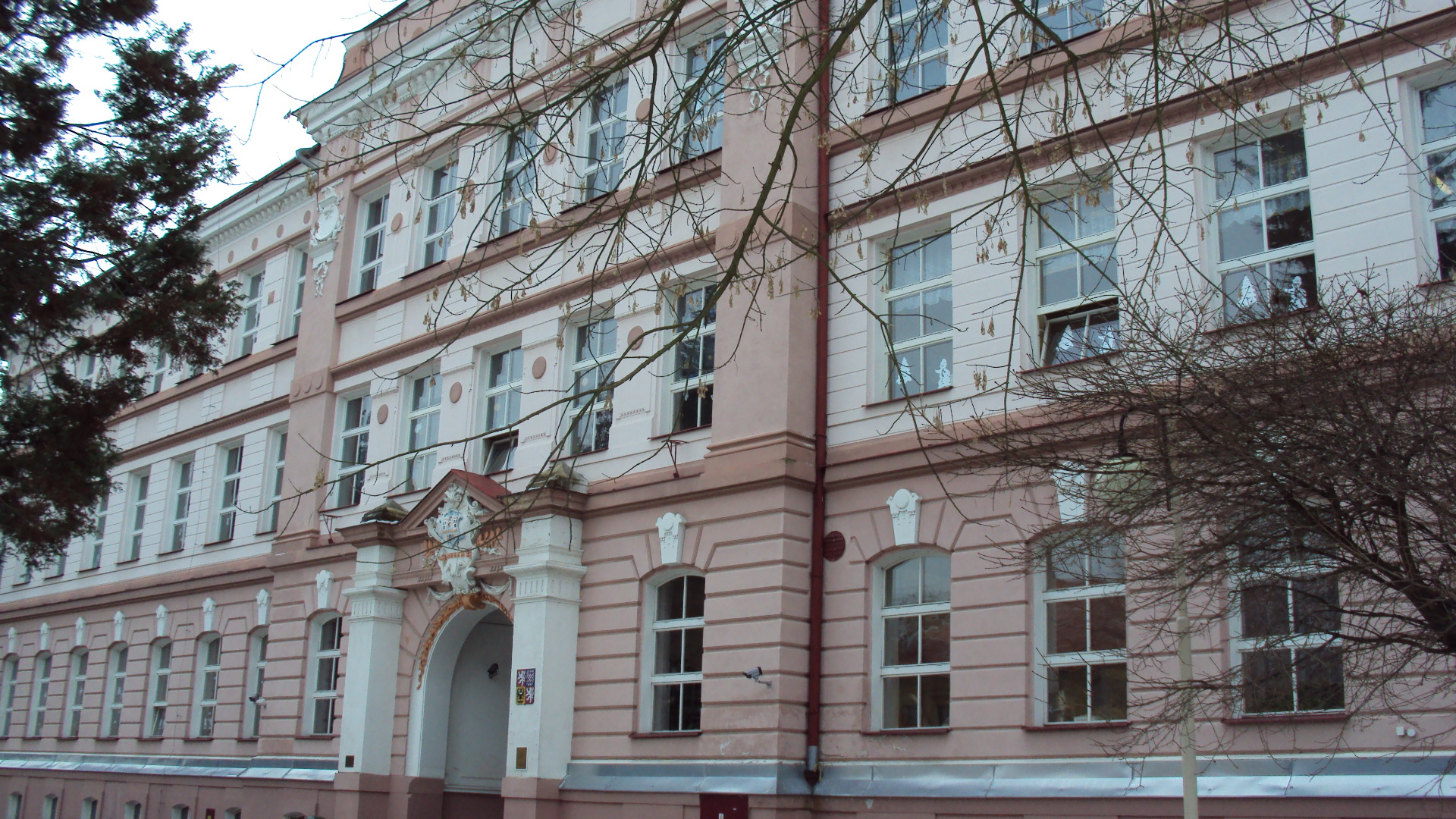
Budova ZŠ Pátova

#### Základní škola Pátova
Adresa: Pátova 406
- Budova byla postavena v roce 1901. V letech 1901-1945 v ní sídlila německá chlapecká měšťanská škola, ulice se jmenovala Jahnova. V současnosti se škola zaměřuje na výuku výpočetní techniky a vedle anglického jazyka nabízí jako druhý cizí jazyk i němčinu . Na počátku školního roku 2012/2013 zde bylo zapsáno 263 žáků v 10 třídách obou stupňů, ředitelem školy je Mgr. Petr Jonáš.

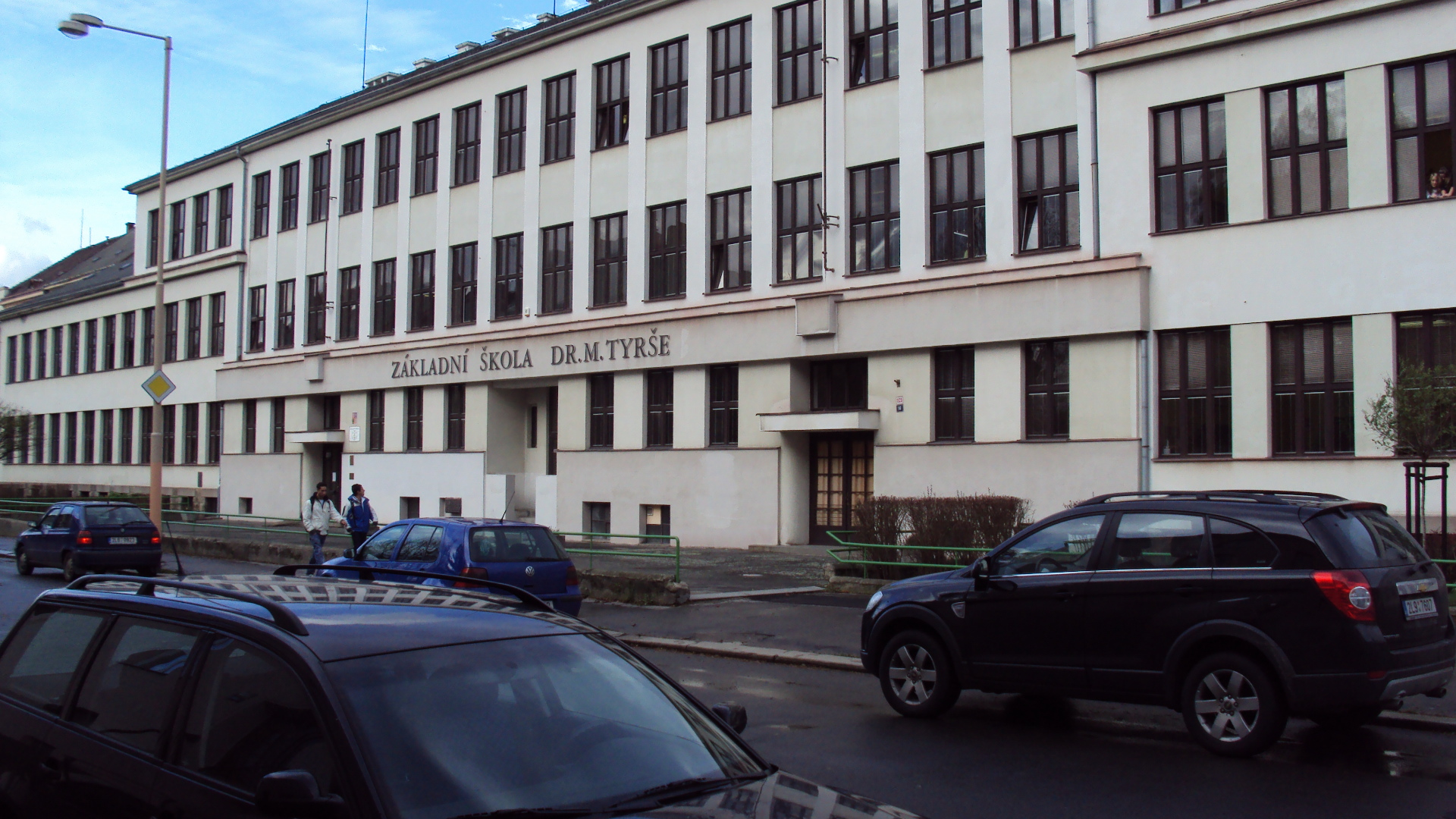
ZŠ Tyršova

#### Základní škola Dr. Miroslava Tyrše
Adresa: Mánesova 1526
- Byla postavena a slavnostně otevřena roku 1932. Přestěhovaly se sem všechny české školy města. Krátce poté zde také sídlil Maštálkův školní inspektorát. V letech 1945-1946 zde krátce díky nedostatečně nevyužité budově existovalo první lužickosrbské gymnázium, pak se přestěhovalo do Varnsdorfu.[20] Po začlenění odloučené školní jídelny získalo novou zřizovací listinu z 16.5.2001. Od září 2009 se zde učí 654 žáků ve 28. třídách od 1. do 9. třídy, důraz je veden na výuku cizích jazyků. Součástí školy je mohutná budova (viz snímek), školní družina, jídelna a školní klub

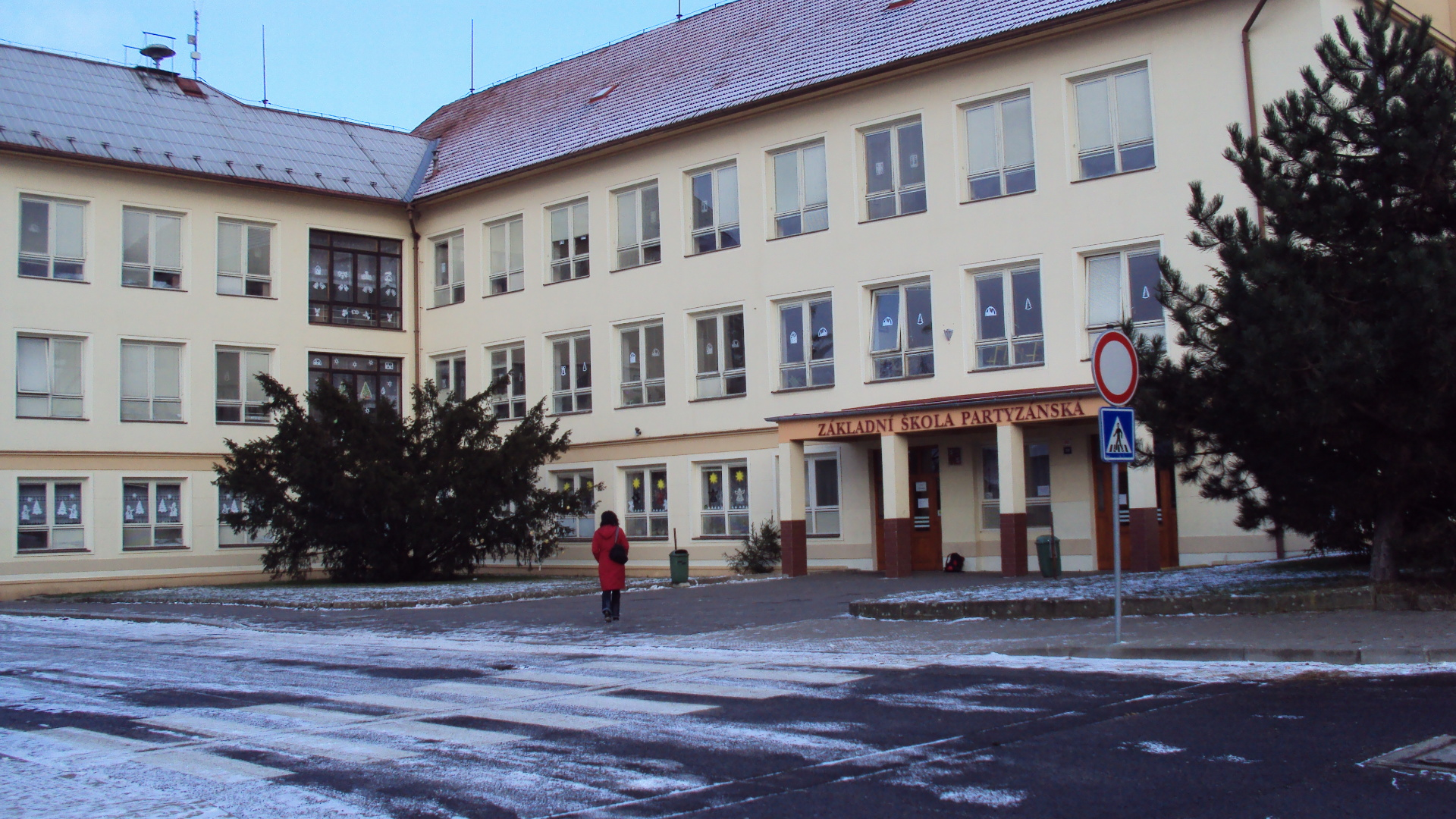
ZŠ Partyzánská

#### Základní škola Partyzánská
Adresa: Partyzánská 1053 ve čtvrti Svárov
- Ve Svárově, původně na České Lípě nezávislé osadě, byla obecní škola od roku 1894. Protože nepostačovala přílivu obyvatelstva, nechali tamní radní postavit roku 1904 novou budovu, kde se začalo učit ve třech třídách. Roku 1926 byla přejmenována na Národní školu, Velká ulice. Roku 1945 získala dnešní pojmenování, tehdy se zde učilo 119 žáků. Roku 1958 byla přistavěna další budova, počet žáků vzrostl na 565 v 16 třídách. Roku 1962/1963 byla uzavřena škola v Berkově ulici a zde vzrostl jejich přechodem počet žáků na rekordních 711, s 28 učiteli. Roku 1976 bylo započato se stavbou budovy tělocvičny, roku 1984 byly vybudovány školní dílny. V roce 2009 zde bylo 40 zaměstnanců vč. 23 učitelů, učilo se zde přes 300 žáků. Do areálu školy patří budova základní školy (na snímku), školní družina se třemi odděleními, tělocvična, sportovní areál, školní zahrada a arboretum. Ve školní jídelně se může stravovat i veřejnost.

### Základní školy soukromé
- Základní škola a Mateřská škola Klíč s.r.o, Klášterní 2490
  - Je soukromou školou, založenou roku 1993 a od roku 2008 je jejím majitelem Soukromá podnikatelská střední škola s.r.o.(viz níže). Má dvě budovy, v Klášterní ulici je mateřská škola a první stupeň, žáci 2. stupně se učí na Ladech v ulici Pražská 3061. Součástí školy je školní jídelna, družina, zahrada. Funguje zde řada zájmových kroužků a akce pro předškoláky, školní parlament, učí se zde cizí jazyky, vydáván je školní časopis Klíčová dírka.

Koncem roku 2011 byla škola nominována do projektu Nejlepší česká škola, byla o ní reportáž v České televizi na ČT2 a účinkovala v pořadu Domino vysílaném libereckou pobočkou Českého rozhlasu.

### Střední školy

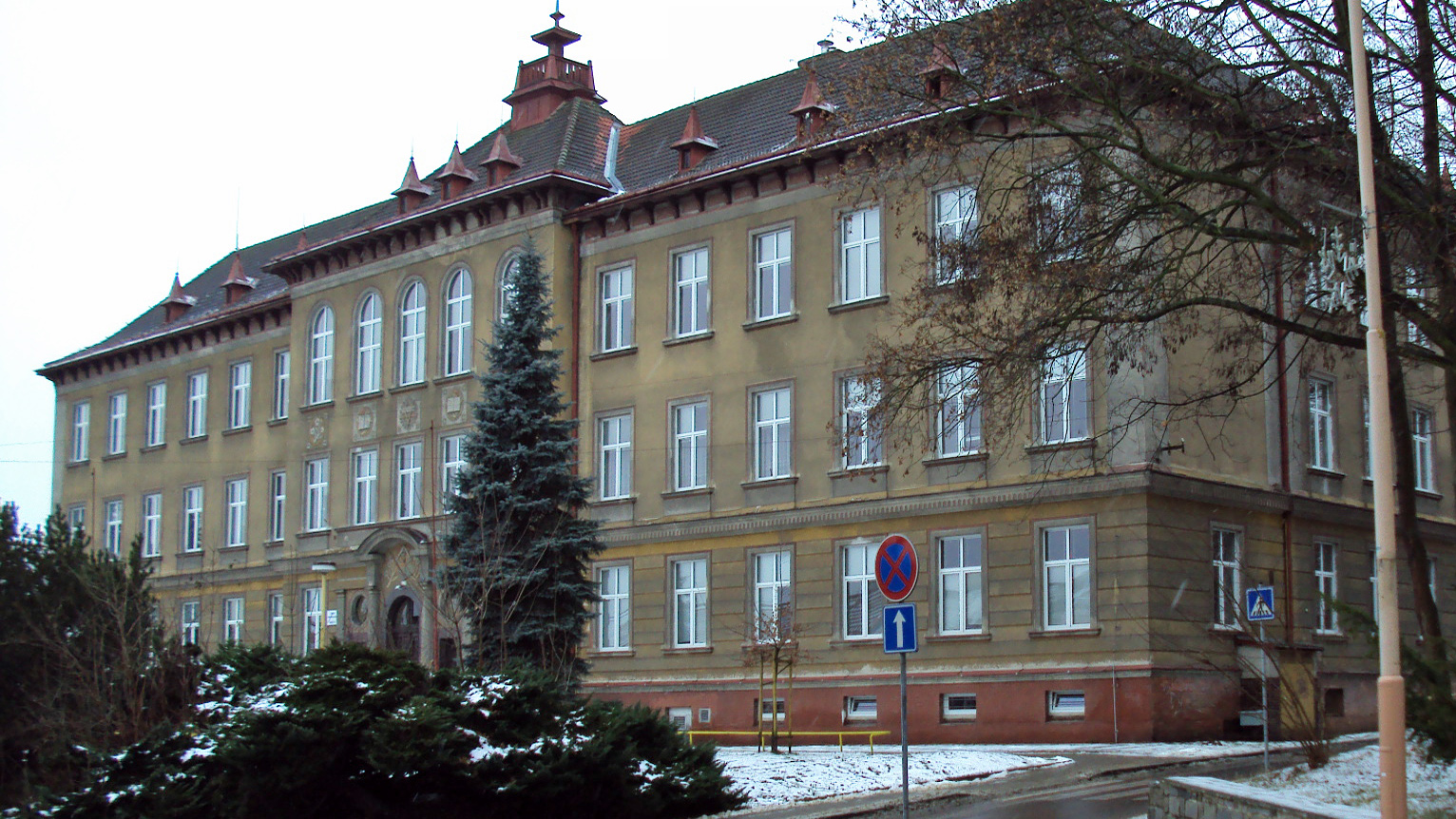
Střední průmyslová škola

#### Střední průmyslová škola
Viz heslo Střední průmyslová škola Česká Lípa

#### Soukromá podnikatelská střední škola

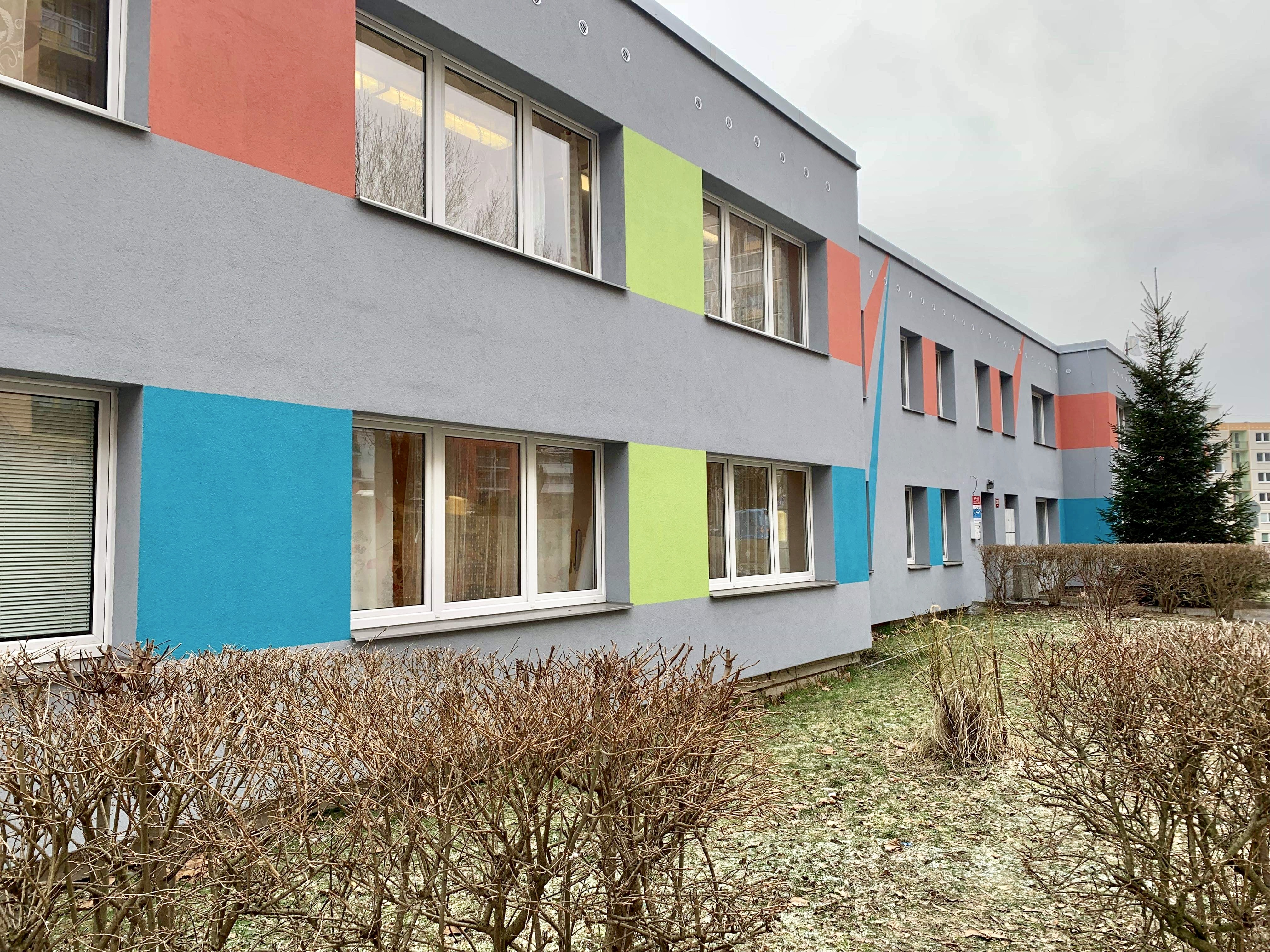
Budova Soukromé podnikatelské střední školy

Adresa: Pražská 3061, čtvrť Lada v severní části města.
- Byla založena 1. září 1993. Zajišťuje denní a dálkové studium s maturitní zkouškou. Fungují zde odborné školní kluby, např. Mediální klub. Škola klade důraz na propojení teorie s praxí, výuku cizích jazyků a výpočetní techniku. Škola disponuje moderním zázemím. Škola má 25 letou tradici.

Dne 4. října 2013 oslavila škola 20. výročí své existence.

#### Střední odborná škola a Střední odborné učiliště

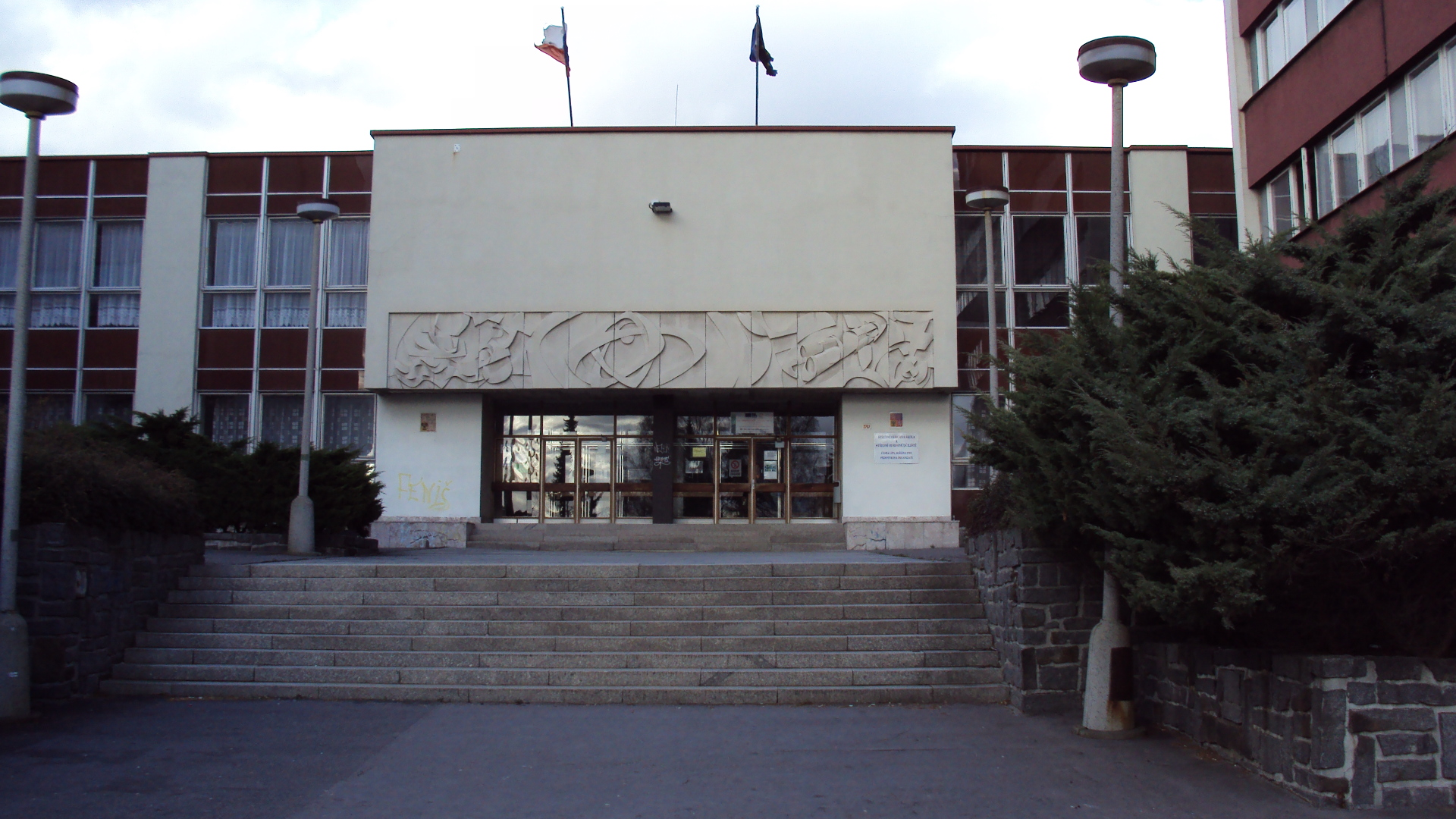
Hlavní budova SOŠ a SOU

Adresa: používaná zkratka SOŠ a SOU, hlavní budova je 28. října 2707
- Vznikla 1.1.1998 sloučením několika škol:
  - Integrované střední školy technických řemesel a učiliště v Tovární 2713, která nahradila SOU železniční z roku 1986
  - Integrované střední školy, Svojsíkova stezka 2945 (nahradila z 50. let založené SOU Vagónka)
  - Střední odborné učiliště, 28. října 2707, zde bylo po roce 1980 učiliště uranového průmyslu
  - Od roku 1994 bylo připojeno i učiliště ve Cvikově.

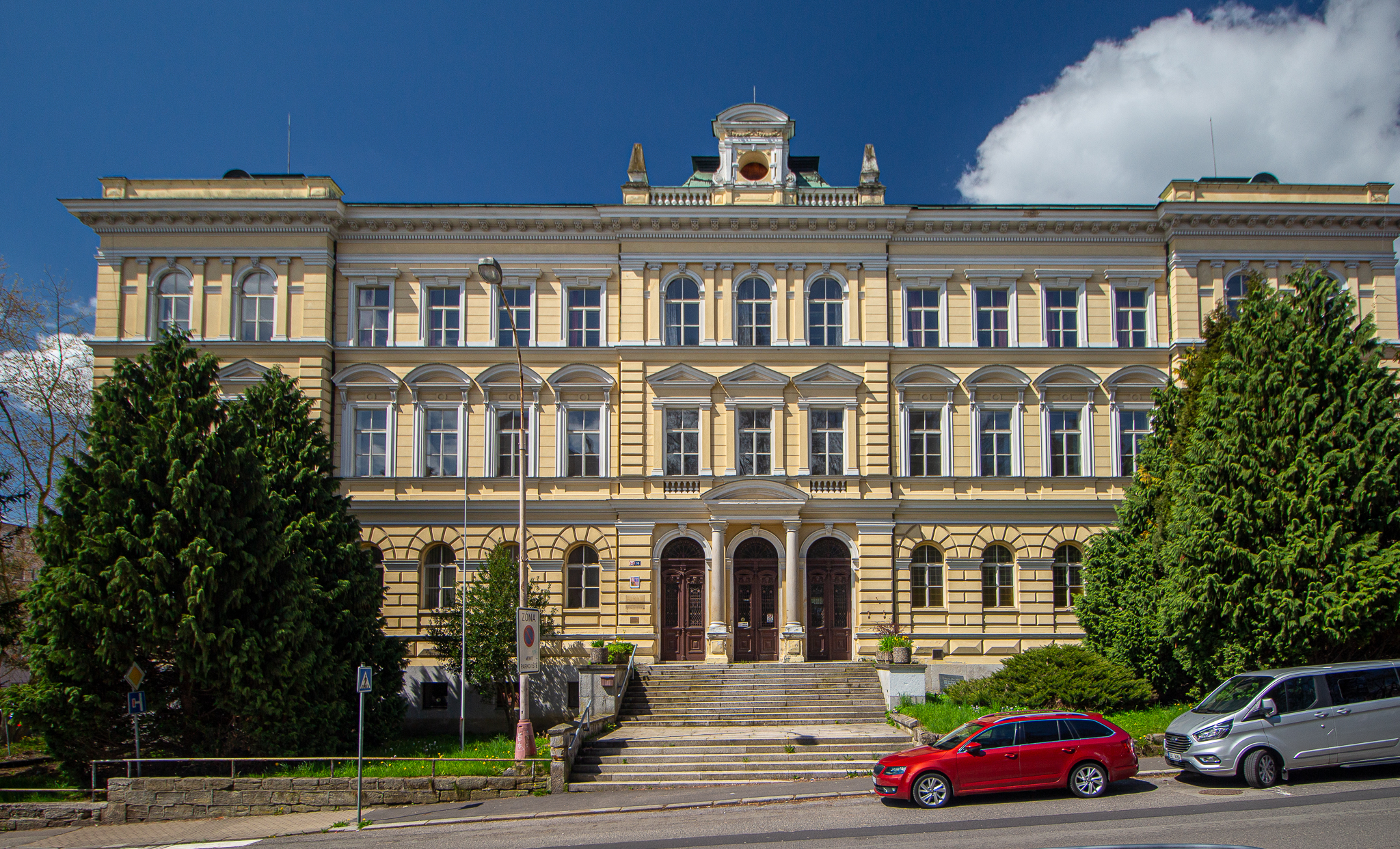
Původně budova c.k. státního gymnázia, dnes SOŠ Palackého 545

Škole patří také budova na Palackého náměstí 545, kde v letech 1882 až 1944 sídlilo německé gymnázium.
Dnes se v této spojené škole s řadou objektů učí 1600 studentů, o které se stará 200 zaměstnanců. Výhodou propojení je možnost žáků přecházet z těžšího maturitního studia na učňovské obory, případně i naopak. Škola spolupracuje s 50 firmami z širokého okolí.
V roce 2000 byla pro potřeby školy upravena část prostor hotelu Lípa, aby se sem mohly přestěhovat učni z rušených provozů ŽOS a SOU železniční. Nyní jsou zde vyučovány zejména obory zpracování dřeva, elektrotechnika, zpracování kovů a oblast gastronomie a potravinářství.
Do upravených prostor budovy na Palackého náměstí jsou v létě 2013 přestěhovány třídy zemědělského učiliště ze zámku v Doksech.

#### Základní umělecká škola
Adresa: Arbesova 2077

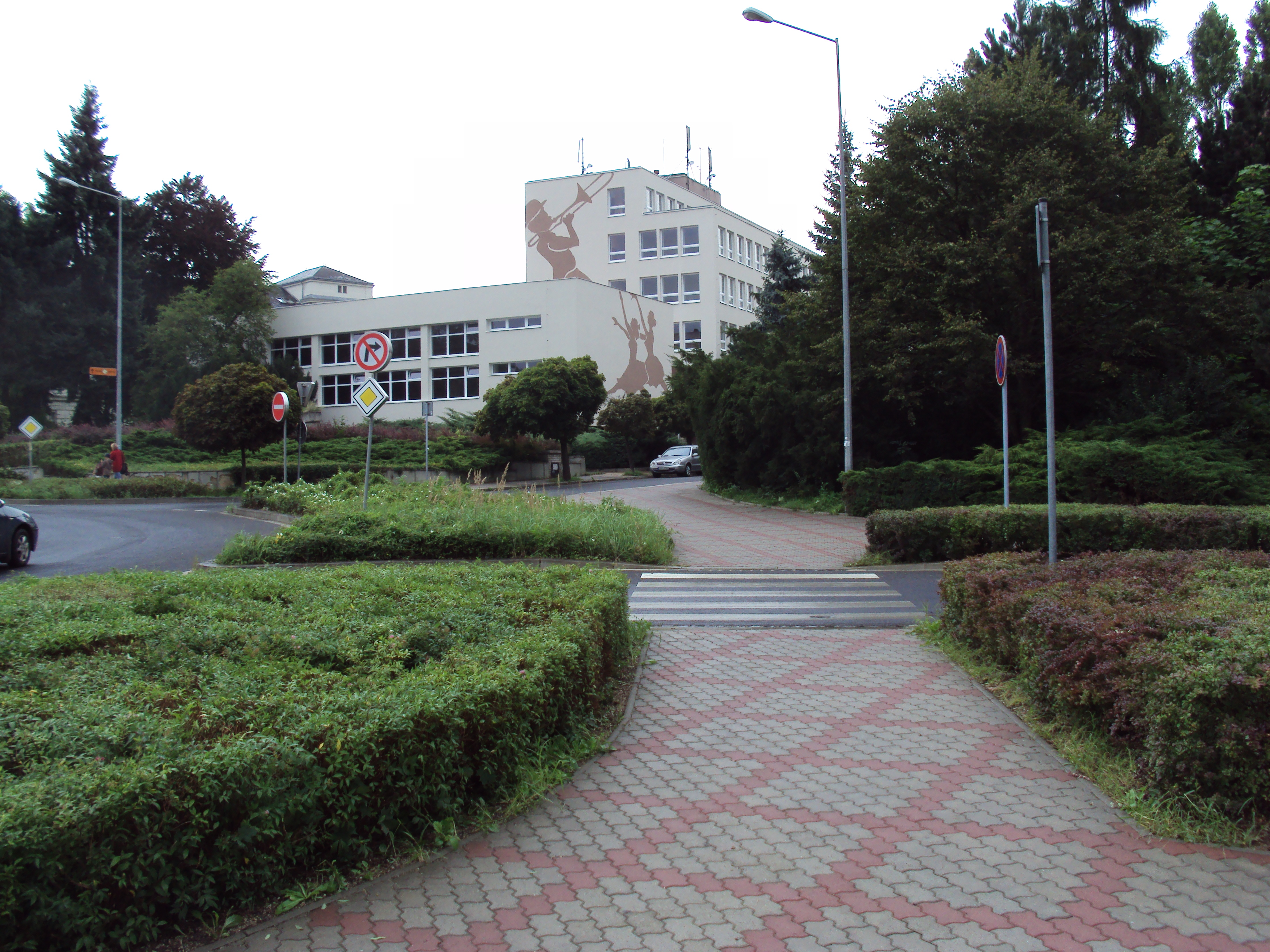
Bílý dům, dnes Základní umělecká škola

- Byla založena Okresním osvětovým sborem roku 1927 jako česká hudební a pěvecká škola v Křížové ulici č.p. 679 proti klášteru. Roku 1932 byla jako ostatní české školy přestěhována do Tyršovy školy, výuka v ní byla ukončena po záboru pohraničí roku 1938.[25] Po válce se zásluhou Josefa Pokorného na rok do Tyršovy školy vrátila, od roku 1946 měla k dispozici budovu v Hrnčířské ulici. Roku 1949 byla přejmenována na Městskou hudební školu v řízení KNV, roku 1961 byla ministerskou vyhláškou jako všechny obdobné školy přejmenována na Lidovou školu umění. Měla pod sebou několik škol či tříd v okolních městech okresu. Roku 1984 se přestěhovala do ul. Čs. armády 1578. Rok poté škola vyhořela, roku 1986 fungovala v Mánesově ulici 1325. V roce 1990 učila pod názvem Lidová škola umění (lidově Liduška) na pěti místech města 750 žáků a i proto dostala od města bývalý Bílý dům, sídlo po OV KSČ (také škola - VUML).[26] O 13 let později měla 800 žáků. Jsou zde tyto obory: hudební, výtvarný, dramatický a taneční. Jejich existenci odráží od roku 2012 i nové čtyřdílné logo. Téhož roku se stal ředitelem Marek Kučera, jeho zástupkyní Michaela Vyhnánková. V roce 2012 své narozeniny škola slaví plesem, výstavkami i koncerty.[27][28]

#### Taneční škola Duha
- Soukromou školu založil Karel Řídel v roce 1991. Sídlí v přízemí budovy ZUŠ v Arbesově ulici (tzv. Bílý dům), kde má k dispozici mimo kanceláří také taneční sál, učebny. Zabývají se výukou tanců, výchovou mažoretek a to pro kategorie od 5 let až po dospělé. Zúčastňují se národních i mezinárodních tanečních soutěží.

#### Střední odborná škola
Adresa: Lužická 588

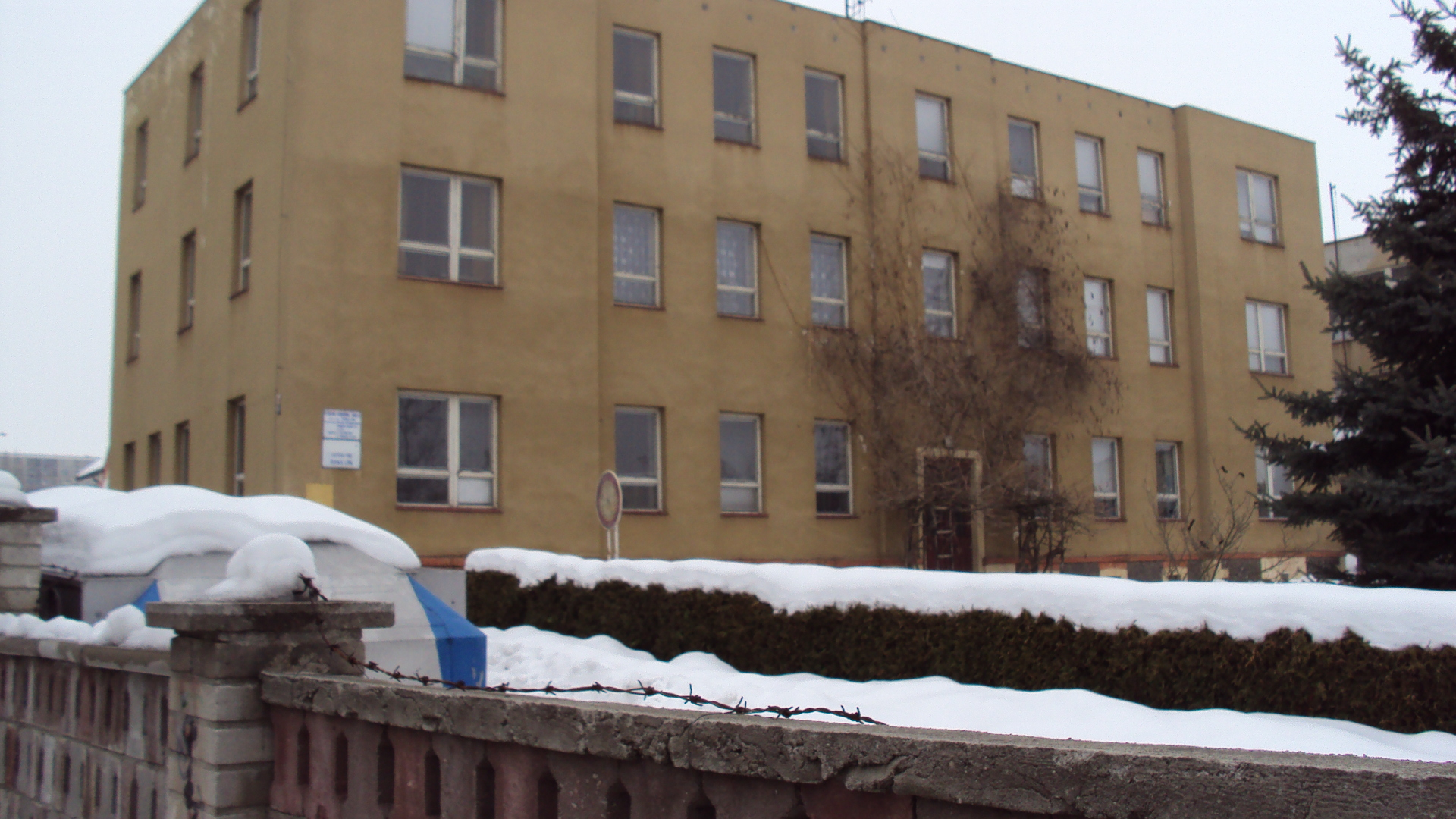
SOŠ Lužická

- Byla založena roku 1879 jako zemědělská v již zaniklém Růžovém dvoře. Roku 1893 byla postavena budova nová poblíž silnice z České Lípy na Nový Bor, pod Špičákem. Roku 1945 byla přejmenována na Zemskou rolnickou školu, roku 1984 se z ní stala čtyřletá Střední zemědělská škola. Roku 1992 se mění na Střední zemědělskou a Rodinnou školu a roku 1998 na dnes používaný název. Jejím zřizovatelem je Liberecký kraj. Jsou zde zajímavé studijní obory, ojedinělé v celém kraji, s rostoucím počtem studentů, jako ekologie, ekonomika zemědělství, průvodcovství a studenti zde mohou získat i řidičský průkaz. Studenti získali četná ocenění na ekologických olympiádách.[29]

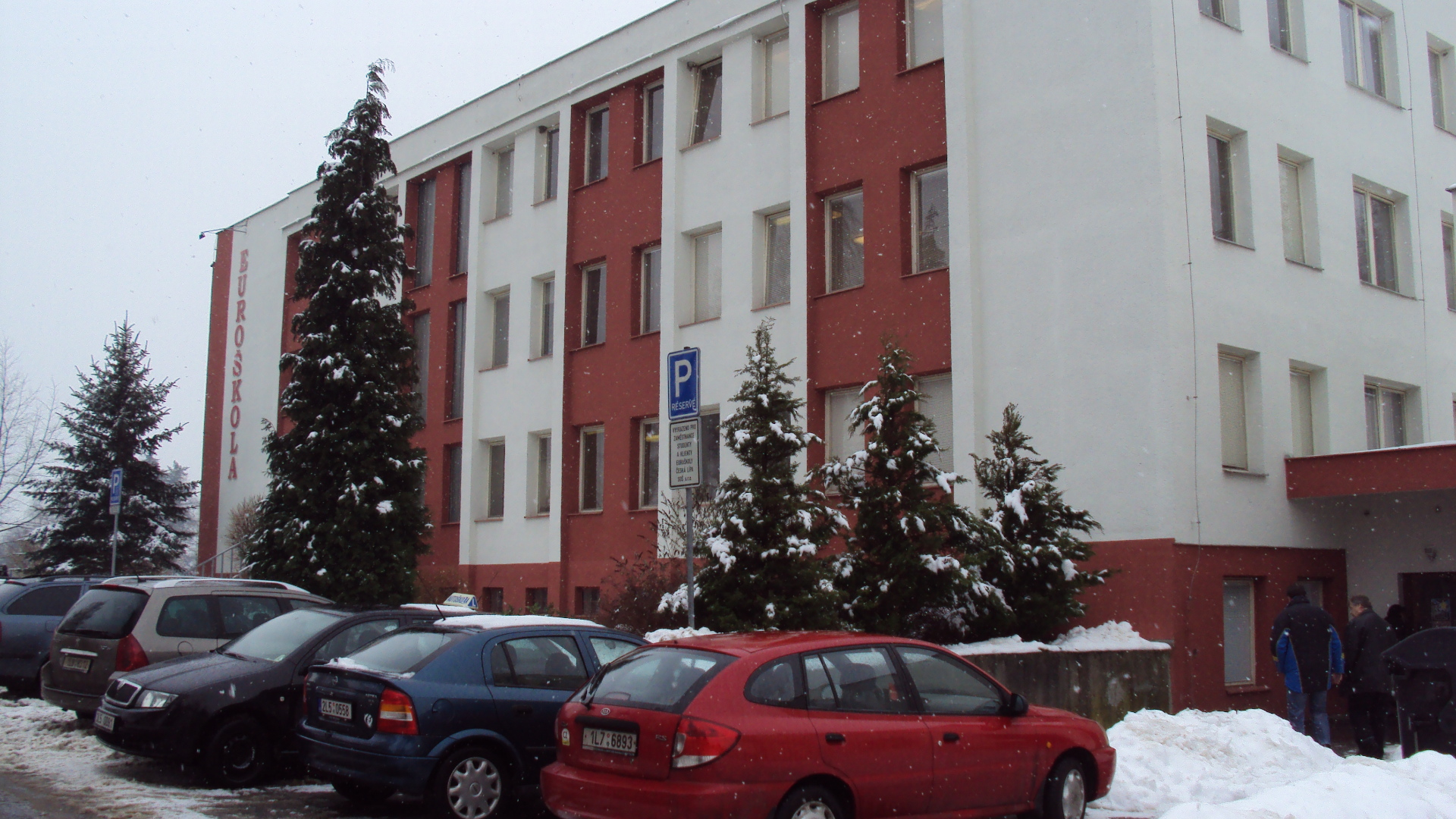
Euroškola

#### Euroškola
Adresa: Železničářská 2232, čtvrť Slovanka
- Byla založena roku 1992 jako Euroškola, střední obchodní ekonomická škola. Původně sídlila v Mariánské ulici. Je střední odbornou školou zajišťující výuku čtyřletých oborů hotelnictví, turismu a podnikového hospodaření. Umožňuje denní i dálkové studium zakončené maturitou, má certifikát kvality ČSN EN ISO 9001, každoroční audit. Je vybavena počítači, tabulemi SMART, má knihovnu, videotéku. Stravování studentům poskytuje školní jídelna u Domova mládeže v Havlíčkově ulici. V prosinci 2012 uspořádala oslavy 20 výročí své existence.[30]

#### Akademie J. A. Komenského
Adresa: Mariánská 605

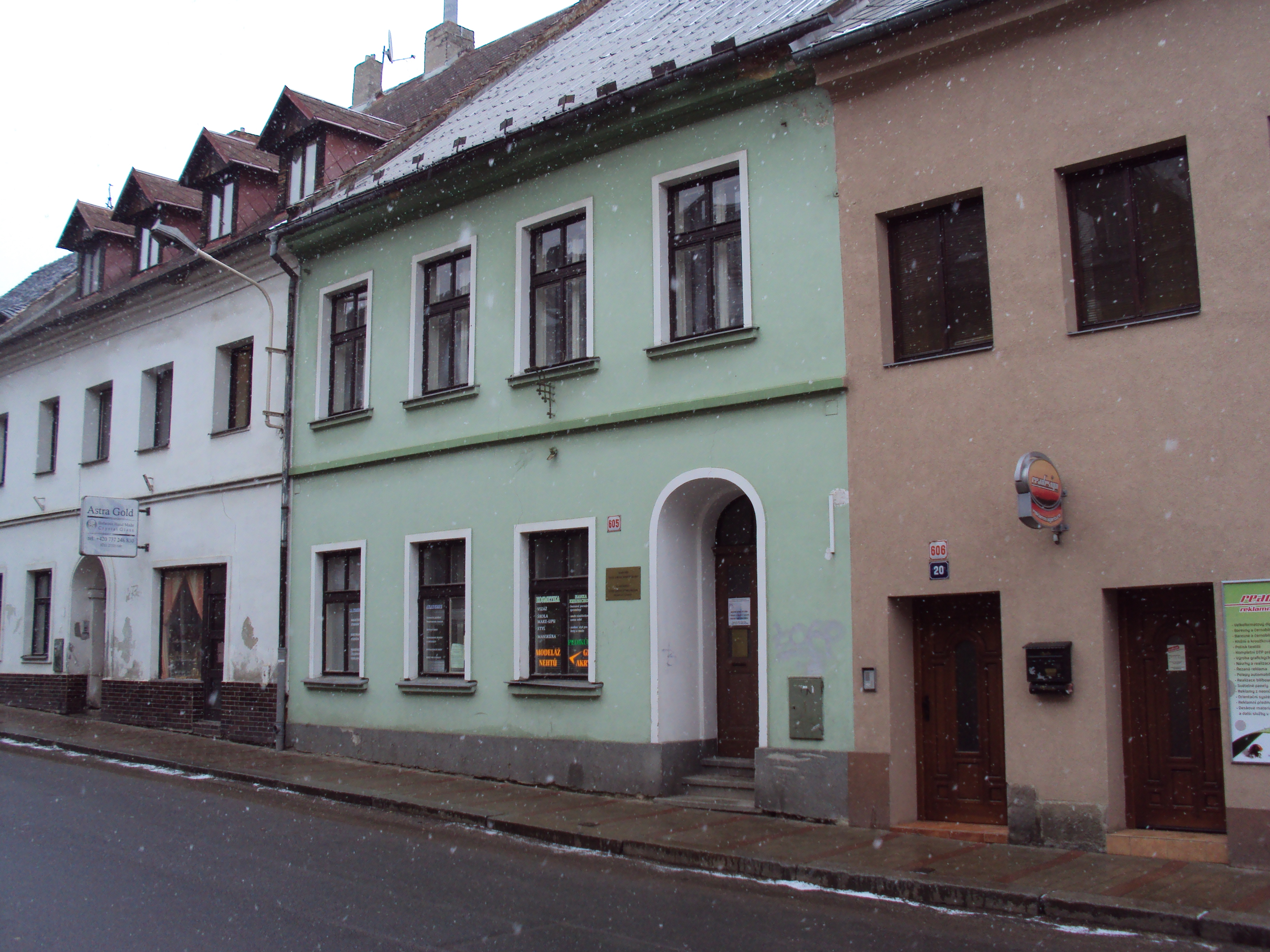
Sídlo Akademie Komenského

- Není to klasická škola, ač i ona poskytuje vzdělání, je akreditovanou organizací Ministerstva vnitra ČR pro vzdělávání úředníků. Pořádá pro ně i širokou veřejnost řadu jazykových kurzů s možností získat státní jazykovou zkoušku. Dále ve spolupráci s Úřadem práce zajišťuje rekvalifikační kurzy. Pořádá odborné semináře na různá témata, přednášky pro veřejnost.

#### Gymnázium
Viz heslo Gymnázium Česká Lípa

#### Obchodní akademie
Viz heslo Obchodní akademie Česká Lípa